# Turdinule marbrée
Turdinus marmorata
Espèce
Statut de conservation UICN

 LC  : Préoccupation mineure
La Turdinule marbrée (Turdinus marmorata) est une espèce de passereau de la famille des Pellorneidae.

## Répartition
péninsule Malaise et Bukit Barisan [(Sumatra)

## Habitat
Elle habite les forêts humides tropicales et subtropicales.